# Adrian Cășunean-Vlad
Adrian Cășunean-Vlad (n. 16 iulie 1947, Covasna, România) este un fost deputat român în legislatura 2000-2004, ales în județul Covasna pe listele partidului PSD. Adrian Cășunean-Vlad a fost membru în grupurile parlamentare de prietenie cu Statul Israel și Regatul Spaniei. 